# 광주도시공사 여자 핸드볼단
광주 도시공사 WHT(Gwangju Metropolitan City Corporation Women's Handball Team)는 대한민국 광주광역시에 있는 핸드볼 선수단이다. 광주광역시도시공사가 운영하는 여자 세미프로 핸드볼단이며, 2010년에 창단되었다.

## 참고 문헌
- “스포츠지원포털 등록 현황”. 대한체육회.